# Фридрих Лудвиг фон Болен
Фридрих Лудвиг фон Болен (на немски: Friedrich Ludwig von Bohlen; * 9 октомври 1760; † 28 март 1828) е благородник от стария род фон Болен, 3. граф на Гнацков (Карлсбург) в Померания.
Той е син на граф Карл Юлиус Бернхард фон Болен (1738 – 1811), 2. граф на Гнацков, и съпругата му Хедвиг Красов (1736 – 1778). Внук е на граф Карл Хайнрих Бернд фон Болен (1705 – 1757), 1. граф на Гнацков, и Анна Елеонора фон Норман (1712 – 1752).
Дядо му е издигнат на граф през 1745 г. и започва 1731 г. строежа на новият дворец Карлсбург в Мекленбург-Предна Померания, който е завършен през 1739 г. и остава от 1828 г. до 1945 г. чрез женитба на фамилията „фон Бисмарк-Болен“.

## Фамилия
Фридрих Лудвиг фон Болен се жени за Каролина Елизабет Агнес София фон Валслебен (* 8 януари 1781; † 6 септември 1857). Те имат две дъщери:
- Каролина Елизабет Агнес София фон Болен (* 24 юли 1798; † 14 януари 1858, Венеция), наследничка на графството Гнацков (Карлсбург), омъжена на 16 септември 1817 г. за пруския генерал-лейтенант Теодор фон Бисмарк (* 11 юни 1790; † 1 май 1873), издигнат на 21 февруари 1818 г. на „граф Бисмарк-Болен“
- Юлия! Сузана Фридерика Луиза Филипина фон Болен (* 10 юни 1800 в Касел; † 25 март 1866 в Берлин), омъжена на 12 ноември 1816 г. в Карлсбург близо до Анклам за Карл Лазарус Хенкел фон Донерсмарк (* 5 март 1772; † 12 юли 1864)